# НСУ 5/10 ПС
НСУ 5/10 ПС био је мали аутомобил произведен између 1910. и 1911. године од стране немачког произвођача аутомобила НСУ у њиховој фабрици у Некарсулму, као први мали аутомобил овог произвођача. Постојале су две верзије, произведене истовремено са мотором два или четири цилиндра.
Модел са двоцилиндричним мотором имао је запремину 1105 цм³ (пречник х ход = 75 × 125 мм), снаге 7,4 kW (9,9 КС) са воденим хлађењем, подмазивање под притиском и магнетним паљењем. Снага мотора се преносила преко конусног квачила, тробрзинског мењача и вратила на задње точкове.
Међуосовински растојање је било 2100 мм, размак точкова 1150 мм, дужина возила 3300 мм и тежина шасије 550 кг и максимална брзина 50 км/ч.
Модел са четвороцилиндричним мотором имао је запремину 1132 цм³ (пречник х ход = 60 к 100 мм), снаге 7,4 kW (9,9 КС) при 1600 обртаја. Преостале карактеристике, исте су са онима код двоцилиндричног модела.
Оба модела су произведена са различитим обликом каросерије као дупли фетон, фетон или комби. Модел са два цилиндра је израђиван само у 1910. години и убрзо је нестао са тржишта, а модел са четири цилиндра био је успешан, јер је био лакши за руковање. У 1911. години представљен је модел 5/11 ПС који је био њихова замена, опет са мотором са два или четири цилиндра.